# Стефі Мавідіді
Стефі Мавідіді (англ. Stephy Mavididi, нар. 31 травня 1998, Дербі) — англійський футболіст, нападник клубу «Лестер Сіті». Виступав також за низку англійських і закордонних клубів. Володар Суперкубка Італії з футболу. Чемпіон Італії. Переможець Чемпіонату Футбольної ліги.

## Клубна кар'єра
Стефі Мавідіді народився 1998 року в місті Дербі. Розпочав займатися футболом у юнацькій команді футбольного клубу «Саутенд Юнайтед», пізніше перейшов до юнацької команди клубу «Арсенал». У 2017—2018 роках Мавідіді грав у оренді з «Арсеналу» в клубах «Чарльтон Атлетик» і «Престон Норт-Енд».
У 2018 році Стефі Мавідіді перейшов до італійського клубу «Ювентус», проте за рік зіграв у складі туринського клубу лише 1 матч чемпіонату, та більше грав за молодіжний склад клубу. Протягом 2019—2020 років футболіст грав у французькому клубі «Діжон» на правах оренди з «Ювентуса».
У 2020 році англійський футболіст перейшов до французького клубу «Монпельє», у складі якого грав до 2023 року. З 2023 року Мавідіді грає у складі англійського клубу «Лестер Сіті». У складі команди Мавідіді в сезоні 2023—2024 років став переможцем Чемпіонату Футбольної ліги.

## Виступи за збірні
У 2015 році Стефі Мавідіді дебютував у складі юнацької збірної Англії, загалом на юнацькому рівні взяв участь у 18 іграх, відзначившись 6 забитими голами.

## Титули і досягнення
- Володар Суперкубка Італії з футболу (1):

«Ювентус»: 2018
- Чемпіон Італії (1):

«Ювентус»: 2018–2019
- Переможець Чемпіонату Футбольної ліги (1):

«Лестер Сіті»: 2023–2024